# Vida de García Moreno
Vida de García Moreno es una biografía sobre el presidente ecuatoriano Gabriel García Moreno, en un total de trece tomos publicados desde 1954 hasta 1981, fue escrita por el historiador jesuita Severo Gomezjurado.

## Contenido
La obra se compone de trece tomos, el primero de los cuales fue publicado en Cuenca en 1954 y el último en 1981. Sigue un orden de cronología histórica desde el primer tomo hasta el séptimo, en los tomos siguientes la biografía detalla temas específicos y al mismo tiempo continúa la narrativa sobre los años posteriores a la muerte de García Moreno, se encuentra gran documentación sobre los acontecimientos políticos y sociales y sus consecuencias en la historia dentro y fuera del país, se narran los años posteriores a la revolución liberal y gran parte del siglo XX con su repercusión en varios países. Reúne gran cantidad de documentación, referencias y datos sobre Gabriel García Moreno y la historia del Ecuador.

#### Tomo IJuventud
El primer volumen, publicado en 1954, empieza con la historia familiar de García Moreno, su nacimiento, sus primeros años y los años de la independencia en la que creció el presidente, describe los acontecimientos políticos y la sociedad ecuatoriana de la época, principalmente de Guayaquil y Quito y de cómo influyeron en los primeros años y juventud del presidente. Trata de los estudios que hizo García Moreno en Quito y de sus primeros años participando activamente en la política ecuatoriana, los periódicos que fundó y termina con el viaje a Europa y su regreso al Ecuador.

#### Tomo IIAl Mando Supremo
Publicado en 1955, el segundo volumen comienza con la Defensa de los Jesuitas elaborada por García Moreno y lo relacionado con la expulsión de la misma Orden, narra los años en los que García Moreno fundó periódicos, medios con los que defendió la postura católica en el Ecuador, también narra el viaje a París, su actividad académica y trata sobre su creciente actividad política en el Ecuador, también relata las veces en que fue desterrado del país. Finaliza con la llegada de García Moreno al Poder Supremo y el convenio entre Mosquera y Castilla para atacar al Ecuador, fue uno de los primeros problemas internacionales más graves que enfrentó el Ecuador en tiempos de García Moreno.

#### Tomo III
Este tomo, publicado en 1957, se inicia con una de las etapas más complicadas para la joven República del Ecuador cuando el Perú invade territorio ecuatoriano y se apodera de Guayaquil, se narra los combates de Yagüi, Piscurcu, y Sabún, la actuación de García Moreno durante el conflicto, el posterior combate de Babahoyo y la Batalla y toma de Guayaquil. Se narra sobre el decreto que dio lugar al ingreso de la Orden de la Compañía de Jesús y el primer período presidencial de García Moreno, electo como presidente constitucional del Ecuador, el proyecto de Protectorado francés del Ecuador, el Concordato con la Santa Sede y las complicadas relaciones con Nueva Granada y el Perú. Trata sobre su obra pública como presidente y termina con el conflicto bélico con Julio Arboleda y la consecuente Batalla de Tulcán.

#### Tomo IV1862 - 1865
Se publicó en 1959 y comienza con los sucesos posteriores a la derrota de García Moreno en la batalla de Tulcán, y contiene el tratado con Julio Arboleda, la Reforma del Clero, las complicadas relaciones con Perú y Colombia,  la oposición al Concordato, su gestión en progreso religioso y científico en el Ecuador, mensaje en el Congreso en 1863, la guerra declarada por Cipriano Mosquera, el Pacto entre García Moreno y el partido conservador de Nueva Granada, la batalla de Cuaspud y sus posteriores consecuencias, ingreso de perseguidos políticos al Ecuador, modificaciones del Concordato, Obras públicas, revoluciones urbinistas en varios sectores del país y también incluye información relacionada con los anteriores tomos.

#### Tomo V1865 - 1869
En esta quinta parte publicada en 1962, la biografía continúa empezando en la batalla naval en el Canal de Jambelí, la derrota liberal, la ejecución de 27 piratas y continúa con tratando la gestión de García Moreno como estadista, sus obras y desarrollo en el país como la instrucción pública, infraestructura vial, religión y la introducción del Eucalipto en el país. Trata sobre el nacimiento del Partido Conservador y el final del primer período presidencial de García Moreno. Continúa con el fallecimiento de la esposa de García Moreno y otros temas relacionados al campo cultura, el Himno Nacional del Ecuador, la Alianza con Chile y el segundo matrimonio de García Moreno, relata la vida política de García Moreno como diplomático y también sobre su vida en religión, su elección como senador y el terremoto de Ibarra de 1868 y su acción frente al desastre como Jefe Civil y Militar de Imbabura, las consecuencias del terremoto y el inicio de la reconstrucción de la ciudad, escritos a favor y en contra de García Moreno y la proclamación para la postulación a un segundo período presidencial.

#### Tomo VI
En 1964 se publicó este tomo, que versa sobre el segundo período presidencial de García Moreno, las Misiones de los Jesuitas en el oriente ecuatoriano y los abusos a los indígenas por parte de Faustino Rayo. Continúa con la obra pública de García Moreno en tema de infraestructura vial, finanzas, sector cultural, y en el apartado religioso trata sobre la llegada de comunidades religiosas al país, las reformas educativas, la fundación de la Universidad Politécnica y las relaciones internacionales.

#### Tomo VII1869 - 1874
Este volumen publicado en 1966, continúa con la obra de García Moreno en los distintos campos del gobierno, trata sobre el Ejército ecuatoriano, las relaciones internacionales, la crítica de Juan Montalvo al presidente, la rebelión de Fernando Daquilema, la postura de García Moreno sobre la guerra entre Francia y Prusia, las relaciones con la Santa Sede y el regalo del Papa Pio IX cuando obsequió al Ecuador las reliquias de San Ursicino, relata la protesta del Ecuador ante la ocupación de los Estados Pontificios por parte del rey Víctor Manuel II y la repercusión causada por la protesta del presidente ecuatoriano García Moreno, el reconocimiento del Perú del Tratado Limítrofe de 1829 y termina con el asesinato de García Moreno. Hasta este tomo, la obra sigue un tratamiento cronológico.

#### Tomo VIII1870 - 1874
Publicado en 1967, trata temas como la exploración que hizo García Moreno a volcanes como el Pichincha, temas científicos referentes a geología, química y el progreso de la Universidad Politécnica, varios aspectos académicos, el desarrollo científico en temas como Astronomía y la fundación del Observatorio Astronómico de Quito, el telescopio llamado "El Ecuatorial", la difusión de esta materia en la educación pública y lo relacionado al Observatorio Nacional en los años posteriores a la revolución Liberal. La rebelión como posterior fusilamiento de Fernando Daquilema, temas de infraestructura vial y el inicio de la construcción del ferrocarril, los progresos de su construcción, así como la fundación de la Academia de la Lengua.

#### Tomo IX1873 - 1875
En este tomo, que se publicó en 1970, el autor trata sobre las diferencias sobre libertad de prensa en Ecuador que hubo entre el gobierno de García Moreno y la dictadura de Veintimilla, la Escuela de Artes y Oficios y su gran calidad frente a sus similares en el continente americano, el desarrollo en pintura, escultura y música. La fundación de la congregación Religiosa de Marianitas y sobre el ingreso de Capuchinos y solicitud de Salesianos y religiosas Betlemitas.
También trata sobre la Consagración del Ecuador al Sagrado Corazón de Jesús, la unión de Iglesia y estado ratificando oficialmente la Consagración al Sagrado Corazón de Jesús. La Elección de García Moreno para un tercer período presidencial y las reacciones en el liberalismo. La influencia desde varios sectores en el asesinato de García Moreno y su posible premonición.

#### Tomo X1875 - 1879
El décimo tomo publicado en 1971, relata detalladamente el asesinato de García Moreno y las reacciones al magnicidio en el Ecuador y en el mundo, se narra la agonía del presidente, la conmoción nacional y el posterior luto en todo el país y de parte de naciones americanas como Chile, Colombia, Argentina y Perú. Los homenajes en periódicos de Francia y España en honor al presidente asesinado y otros honores en el Ecuador y en otros lugares del mundo. Narra los años posteriores al magnicidio y el primer aniversario luctuoso del presidente en Ibarra, Loja, Riobamba, Cuenca  y la República de Chile. El Finaliza con la caída del gobierno de Borrero y el inicio de la dictadura del General Veintimilla y la supresión del Concordato garciano.
También contiene un apéndice con información sobre la autopsia realizada a García Moreno y el Centenario de la Fundación de la Universidad Politécnica del Ecuador.

#### Tomo XI1879 - 1921
Este tomo, que se publicó en 1975, trata sobre los años que siguieron a la dictadura de Veintimilla y su caída, los aniversarios del fallecimiento de García Moreno y las palabras del Papa León XIII sobre el asesinato de García Moreno, se narra la historia de la salida del cuadro de la Consagración del Ecuador al Sagrado Corazón de Jesús y la llegada de la pintura a Chile. La publicación en París de la biografía sobre García Moreno escrita por el padre Agustín Berthe y la influencia de esta obra en otros escritores. La decadencia del garcianismo hasta la revolución liberal de 1895 y el consecuente ascenso al poder del liberalismo. Los primeros años de gobierno de Eloy Alfaro, la persecución al catolicismo en Ecuador por parte de Alfaro y el General Leonidas Plaza. El Milagro de la Dolorosa del Colegio San Gabriel, los constantes enfrentamientos militares y políticos entre conservadores y liberales, Centenario del nacimiento de García Moreno, palabras del Papa Benedicto XV, 
Finaliza con información sobre la Consagración del Ecuador y el descubrimiento del cuerpo de García Moreno y su corazón y también del corazón de Monseñor Checa y Barba

#### Tomo XII1921 - 1974
Publicado en Quito en 1979, este tomo contiene información sobre el Centenario del nacimiento de García Moreno en Ibarra, París, México y Roma. Las Bodas de Oro de la Consagración del Ecuador al Sagrado Corazón de Jesús y el Oficio Divino y Misa propios que concedió la Congregación de Ritos, El ciencuentenario del fallecimiento de García Moreno y un libro del jesuita francés José Legohuir. El apoyo que ofrecen los Obispos franceses para Causa de Beatificación de García Moreno y la instauración oficial de la Causa de Beatificación por el Arzobispo de Quito Carlos María de la Torre. El drama garciano Salus Pópuli y datos sobre su hijo Gabriel García del Alcázar. Una biografía escrita por el norteamericano Richard Pattee, el regreso al Ecuador del cuadro de la Consagración al Sagrado Corazón de Jesús, datos sobre la Consagración y termina con varios reconocimientos a la memoria de García Moreno

#### Tomo XIII
El decimotercer y último tomo, publicado en Quito en 1981, contiene variada información sobre homenajes a García Moreno en sus distintos aniversarios y completa información sobre biografías publicadas por otros autores y en general obras literarias sobre el expresidente, bibliografía garciana y homenajes dentro y fuera del Ecuador, también incluye nuevas cartas y nuevos datos e información relacionada con los tomos anteriores, aspectos culturales, varias opiniones de distintas personas hacia García Moreno y finaliza con favores atribuidos a la intercesión de García Moreno